# Chen Kaige
Chen Kaige (Peking, 12 augustus 1952) (jiaxiang: Fujian, Changle 福建长乐) is een beroemde Chinese filmregisseur en filmacteur.
Tijdens de Culturele Revolutie is hij lid geweest van de Rode Garde. In 1978 is hij gaan studeren aan de Filmacademie van Peking, na vier jaar was hij afgestudeerd en maakt hij deel uit van de "vijfde generatie Chinese filmmakers". In 1996 is hij getrouwd met filmactrice Chen Hong.
Veel films van hem zijn een succes geweest in het Westen. Sommige film konden vanwege de censuur in China niet worden bekeken.

## Filmografie
Films die door censuur in China niet zijn uitgebracht:
- Gele aarde 黃土地 (1984)
- The big parade 大阅兵 (1985)
- King of children 孩子王 (1987)

Beroemde films:
- Farewell My Concubine 霸王别姬 (1993) kreeg een Gouden Palm
- Temptress Moon 风月 (1996)
- The emperor and the assasin 荊柯刺秦王 (1999)
- Killing Me Softly (2002)
- The Promise (2005)
- Forever Enthralled 梅蘭芳 (2008)
- Sacrifice 趙氏孤兒 (2010)
- Caught in the Web 搜索 (2012)
- Monk Comes Down the Mountain 道士下山 (2015)
- Legend of the Demon Cat 妖猫传 (2017)
- My People, My Country 我和我的祖国 (2019)
- The Battle at Lake Changjin 长津湖 (2021)